# Torta parda

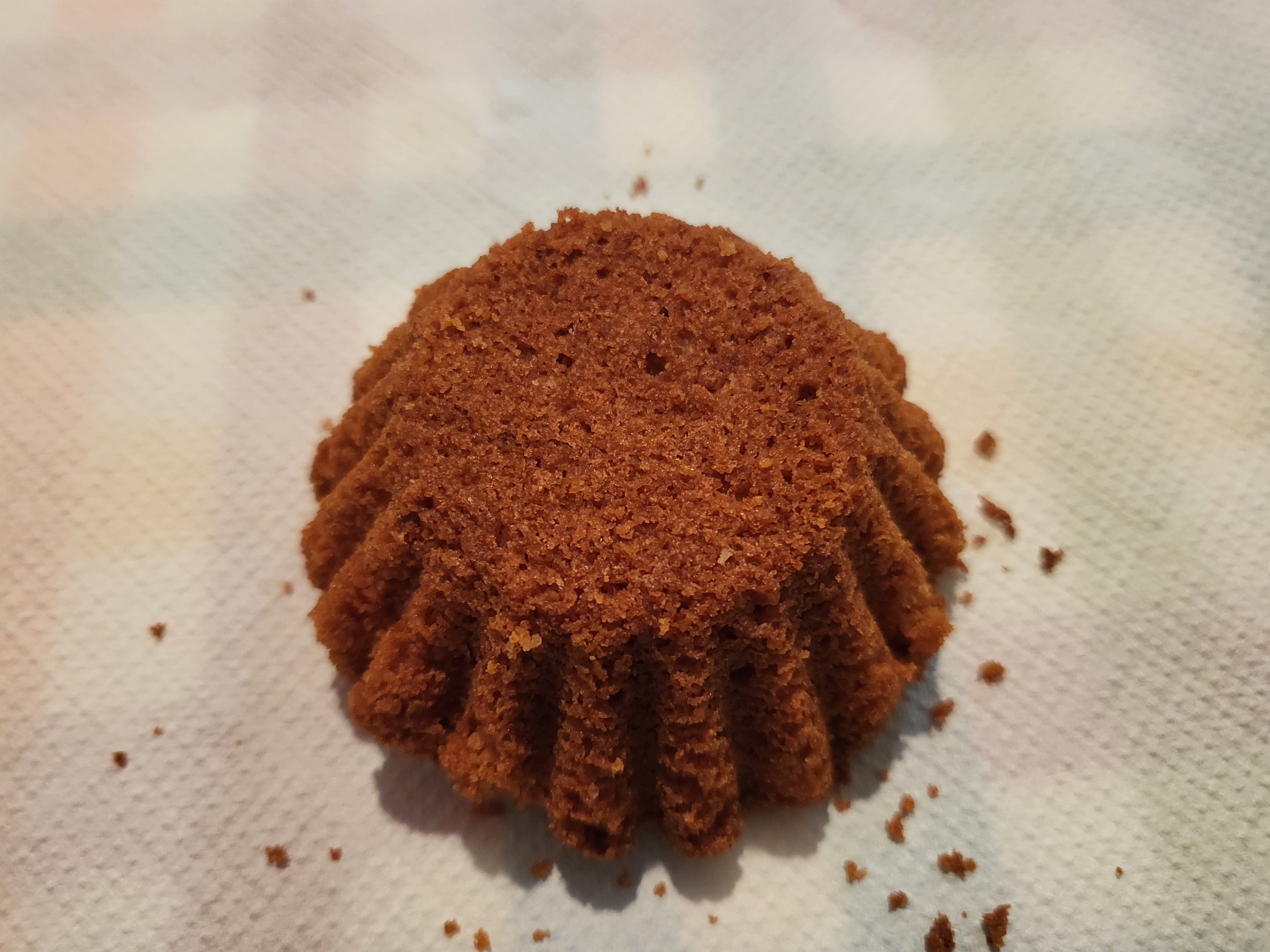
Una torta parda.

Las tortas pardas son un dulce típico de la localidad de Medina Sidonia, provincia de Cádiz, comunidad autónoma de Andalucía, España. Se realiza con una masa compuesta de almendras, harina, especias y huevo a la que se la da forma de canastilla,  posteriormente se rellena con cabello de ángel y se cubre de más masa antes de hornearla. El origen de esta receta proviene de la dulcería conventual tradicional y continúa realizándose de manera artesanal en la actualidad.